# Беличье
Беличье (до 1949 года Сяркисало, фин. Särkisalo) — посёлок в Ларионовском сельском поселении Приозерского района Ленинградской области.

## Название
В буквальном переводе с финского Сяркисало означает "Плотвичная глушь", но, скорее всего, это название образовано от антропонима.
По решению исполкома Мюллюпельтовского сельсовета зимой 1948 года местечку Рантала присвоили наименование Охотничье. Следует полагать, что название деревни Сяркисало было перепутано с названием одного из хуторов, поскольку деревни с названием Рантала здесь никогда не существовало. В июле 1948 года название Охотничье было изменено на Беличье. Окончательно переименование было закреплено указом Президиума ВС РСФСР от 13 января 1949 года.

## История
На финской карте 1923 года деревня обозначена, как группа хуторов Сяркисало у моста через реку Вуокса.

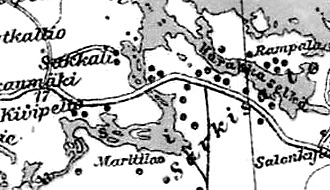
Земли деревни Сяркисало на финской карте 1923 года

До 1939 года хутора Сяркисало входили в состав волости Ряйсяля Выборгской губернии Финляндской республики. 
С 1 января 1940 года — в составе Карело-Финской ССР.
С 1 августа 1941 года по 31 июля 1944 года финская оккупация.
С 1 ноября 1944 года в составе Кексгольмского района Ленинградской области.
С 1 октября 1948 года селение учитывается как посёлок Беличье и находится в составе Ларионовского сельсовета Приозерского района. В ходе укрупнения хозяйства в состав посёлка вошли соседние селения Корпела и Янтула.
С 1 февраля 1963 года — в составе Выборгского района.
С 1 января 1965 года — вновь в составе Приозерского района. 
По данным 1966 года хутор Беличье входил в состав Кротовского сельсовета.
По данным 1973 и 1990 годов посёлок Беличье входил в состав Ларионовского сельсовета.
В 1997 году в посёлке Беличье Ларионовской волости проживали 12 человек, в 2002 году — 26 человек (русские — 96 %).
В 2007 году в посёлке Беличье Ларионовского СП проживали 17 человек, в 2010 году — 19 человек.

## География
Посёлок расположен в северной части района на автодороге 41К-185 (Комсомольское — Приозерск).
Расстояние до административного центра поселения — 21 км.
Расстояние до ближайшей железнодорожной станции Мюллюпельто — 10 км.
Посёлок находится на юго-западном берегу озера Вуокса в устье реки Беличья.

## Демография
| 2007 | 2010 | 2017 |
| ---- | ---- | ---- |
| 19   | ↘17  | ↗18  |

## Улицы
Александровская, Берёзовая, Большая Кленовая, Гвардии сержанта Обухова К. С., Егерская, Зелёная, Кировская, Кленовая, Озёрный Берег, Полевая, Причальная, Рыбацкая, Щебнево, Щербаковская, Ягодная